# Accademia internazionale di teatro
L'Accademia Internazionale di Teatro è un’istituzione di alta formazione teatrale con sede a Roma, riconosciuta dal Ministero dell’Università e della Ricerca (MUR) tra le Istituzioni di Alta formazione artistica, musicale e coreutica (AFAM). Rilascia un Diploma Accademico di Primo Livello in Recitazione, equivalente a una laurea triennale.
Un riconoscimento che testimonia l’autorevolezza dell’istituzione, ma anche l’elevata qualità di un percorso formativo che coniuga tradizione e contemporaneità, rigore tecnico e libertà creativa, in una visione pedagogica multidisciplinare.

## Storia
Fondata nel 1981 a Parigi, nasce con l’obiettivo di formare attori attraverso l’esplorazione e l’improvvisazione fisica e vocale, prendendo vita dalle esperienze formative e professionali internazionali dei suoi fondatori e da un fermento artistico che negli stessi anni crea collaborazioni con artisti delle più importanti compagnie d'Europa quali: Royal de Luxe (Nantes), Theater Titanick (Münster - Lipsia), Dogtroep (Amsterdam), Comediants (Barcellona), Fura dels Baus (Barcellona), Théâtre du Soleil (Parigi), Théâtre de Complicité (Londra).
Si stabilisce a Roma nel 1982, dove struttura un modello formativo ispirato a maestri del teatro contemporaneo, producendo e presentando numerosi spettacoli in rassegne e festival teatrali nazionali ed internazionali.

### Cronologia
- 1984: Inizia il lavoro di ricerca nella pedagogia teatrale, ponendo le basi per il 1º e 2º anno della formazione professionale per attore, patrocinata dal Comune di Roma, dall'Ambasciata di Francia e dal Centro culturale francese.
- 1986: L'Accademia Internazionale di Teatro è riconosciuta dal Ministero dello spettacolo come Corso professionale di recitazione di durata biennale.
- 1987: Il Comune di Roma concede all'Accademia Internazionale di Teatro i locali del centro teatrale "Circo Massimo" all'interno del parco di San Gregorio al Celio.
- 1991: L'Accademia è autorizzata dalla Regione Lazio a rilasciare l'attestato di qualifica professionale di "Attore" riconosciuto a livello nazionale.
- 1998: La Regione Lazio autorizza il Corso Avanzato di "Attore/Aiuto Regista".
- 2005: Viene accreditata dalla Comunità Europea al rilascio del titolo di Qualifica Professionale "Attore" e "Aiuto Regista" riconosciuto a livello europeo.
- 2008: Dopo la normativa che regola i "Programmi per la formazione europea dell'attore", l'Accademia istituisce un nuovo ordinamento didattico a partire dal biennio 2008–2009.
- 2010: L'Accademia è accreditata dalla Regione Lazio per la macrotipologia Alta Formazione Superiore.
- 2012: Inizia l’iter di accreditamento presso il MIUR per il rilascio del titolo di "Diploma di Laurea di 1º livello in Recitazione".
- 2013: Viene inaugurata un'ulteriore sede: il centro teatrale "Via Latina".
- 2014: Riceve la valutazione positiva dell’ANVUR per l’accreditamento ministeriale.
- 2015: La Regione Lazio autorizza il rilascio del titolo di qualifica professionale di "Regista".
- 2016: Con D.M. n. 251/16, il MIUR autorizza il rilascio del Diploma Accademico di 1º livello in Recitazione. L’Accademia entra nel sistema AFAM.
- 2021: Aggiornamento del Piano di Studio e dell’Ordinamento Didattico.
- 2024: Viene inaugurato lo spazio polifunzionale dedicato alla costumeria e al laboratorio scenotecnico in zona Appio Latino.
- 2025: Viene inaugurata un'ulteriore sede: il centro teatrale "San Lorenzo".

## Formazione e ricerca
L’Accademia è un centro di Alta Formazione che unisce didattica, sperimentazione e ricerca nel campo del teatro e del cinema, con particolare attenzione allo spettacolo dal vivo. Propone un modello pedagogico innovativo, con una marcata vocazione internazionale.
Il corpo docente – composto da artisti, registi, attori e pedagoghi di esperienza internazionale – integra nell’insegnamento le principali metodologie del teatro del Novecento: Lecoq, Stanislavskij–Strasberg, Mejerchol’d e Grotowski.
Il triennio consente di acquisire 180 crediti formativi universitari (CFU) e conseguire il Diploma Accademico di Primo Livello in Recitazione. Tre fasi spettacoli durante l’anno rappresentano momenti di sperimentazione scenica e confronto col pubblico.

### Programma del corso triennale
Il percorso, articolato su sei/otto ore di studio giornaliere dal lunedì al sabato, comprende:
- Primo anno: fondamenti di grammatica scenica, movimento, vocalità teatrale e cinematografica.
- Secondo anno: tecniche interpretative, improvvisazione avanzata, testi classici, Acting on Camera.
- Terzo anno: spettacoli completi, teatro moderno e contemporaneo, tecniche di audizione, orientamento professionale.

Gli studenti partecipano attivamente alla creazione scenica, sviluppando progetti collettivi e individuali.

## Riconoscimenti e accreditamenti
Dal 2016 l’Accademia è riconosciuta dal Ministero dell’Università e della Ricerca come Istituzione AFAM (D.M. n. 251/2016). Il Diploma Accademico di Primo Livello in Recitazione è equiparato a una laurea triennale ed è valido per:
- concorsi pubblici,
- punteggio scolastico,
- crediti formativi universitari,
- accesso a corsi di secondo livello.

## Attività e collaborazioni
L’Accademia vanta una forte vocazione internazionale, promuovendo progetti europei, workshop e scambi culturali con artisti italiani e stranieri. Gli allievi vivono un’esperienza formativa aperta al dialogo tra culture e pratiche sceniche diverse.
È costante il legame con il mondo professionale: spettacoli, rassegne, tesi performative e progetti originali permettono un’applicazione diretta delle competenze. Sono numerosi gli incontri con registi, attori, casting director e produttori di rilievo nazionale.

## Sedi
L’Accademia svolge l’attività didattica in più sedi a Roma, facilmente raggiungibili e dotate di aule spaziose, attrezzature avanzate e spazi teatrali.
- Sede “Circo Massimo” – Via Valle delle Camene 1/b: aule didattiche e segreteria.
- Sede “Via Latina” – Via Latina 232/a: aule didattiche e segreteria.
- Sede “San Lorenzo” – Via dei Piceni 41–43: aule didattiche
- Teatro Anfitrione – Via di San Saba 24: spettacoli pubblici e prove d’ammissione.
- Costumeria e laboratorio scenotecnico: area dedicata a costumi e realizzazione scenografie.

## Ex allievi
Dal 1982, intere generazioni di allievi si sono affermate come attori professionisti in teatro, cinema e televisione. L’Accademia è riconosciuta per il suo approccio centrato su ricerca scenica, multidisciplinarietà e originalità creativa.